# Ray Ventura
Raymond (Ray) Ventura (Parijs, 16 april 1908 – Palma de Mallorca, 29 maart 1979) was een Frans orkestleider.
Als zanger kende hij vooral succes met nummers zoals "Tout va très bien madame la marquise", "Qu'est-ce qu'on attend pour être heureux", "Ça vaut mieux que d'attraper la scarlatine", "Les chemises de l'archiduchesse", "Comme tout le monde, c'est toujours ça de pris ou à la mi-août".
Op 22-jarige leeftijd, in 1930, richtte hij een klein orkest op, dat later Ray Ventura et ses Collégiens werd. Zijn doel was hierbij niet alleen de Franstalige muziek 'op zijn Amerikaans' te brengen, Ventura's muzikanten moesten ook op de kaart gebracht worden door middel van spektakel, waarbij alle muzikanten deelnamen aan de 'sketches', waarin de nummers werden uitgebeeld en gezongen.
Onder invloed van Ray Ventura et ses Collégiens zagen vele gelijkaardige orkesten het daglicht, onder andere dat van Fred Adison en dat van Jo Bouillon.
Raymond Ventura is de oom van de in 2004 overleden jazz-gitarist en zanger Sacha Distel.
- Biblioteca Nacional de España: XX967668
- Bibliothèque nationale de France: cb139007978 (data)
- Gemeinsame Normdatei: 134889088
- International Standard Name Identifier: 0000 0000 7972 399X
- Library of Congress Control Number: n80093141
- MusicBrainz: 246d8d12-dd71-4b2d-9958-ac2379435221
- Nederlandse Thesaurus van Auteursnamen: 266304397
- SNAC: w6571zth
- Système universitaire de documentation: 077441001
- Virtual International Authority File: 27253506
- WorldCat: E39PBJcWqMvMpwCrwRwRyjYVmd